# Vincenzo Mangano
Vincenzo Mangano (Palermo, 2 marzo 1866 – Roma, 16 giugno 1940) è stato un politico italiano.
Vincenzo Mangano nacque da Francesco Paolo, magistrato palermitano che fu anche consigliere di Cassazione e da Isabella Crima. Proveniente da una famiglia della borghesia palermitana, era parente dal lato materno del senatore Paolo Paternostro e del capo della polizia del Regno Giuseppe Sorge. 
Sin da giovane fervente cattolico, nel 1894, fondò nella sua città natale la Federazione operaia cattolica, assieme a Torregrossa. Nel 1917 si trasferì a Roma. 
Fu uno dei fondatori del Partito Popolare Italiano, nato nel 1918, insieme a Don Sturzo, che ne fu il principale animatore, e note figure del cattolicesimo italiano.